# Gerardo Vallejo

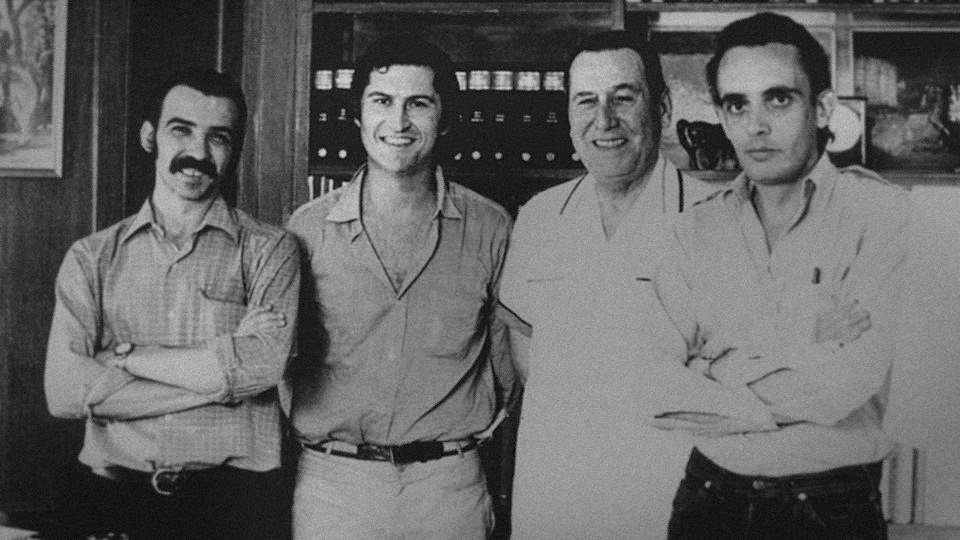
Gerardo Vallejo, Pino Solanas, Juan Domingo Perón y Octavio Getino en Madrid, 1970.

Gerardo Vallejo (San Miguel de Tucumán, 4 de enero de 1942 - Buenos Aires, 7 de febrero de 2007) fue un director y guionista argentino de cine.
Gerardo Vallejo fue un director de cine que en su corta obra mereció elogios tanto en el país, como en el exterior por dos películas acerca de  momentos claves de la historia política del país, El camino hacia la muerte del viejo Reales y El rigor del destino.

## Biografía
Nació el 4 de enero de 1942 en San Miguel de Tucumán. Cursó el colegio secundario en el Gymnasium UNT. En 1965 se recibió de director de cine documental en el Instituto de Cinematografía de la Universidad Nacional del Litoral, que dirigía Fernando Birri. Vallejo comenzó a destacarse cuando en 1968 se convirtió en el asistente de Fernando Solanas y Octavio Getino en el extenso y largamente prohibido documental La hora de los hornos.
Su primer largometraje fue realizado en 1974 y titulado El camino hacia la muerte del viejo Reales.
Estuvo muy relacionado con el cine argentino tanto como director como guionista, actor, productor, etc.
Había iniciado su carrera a mediados de los 60 en el grupo Cine Liberación, junto a Fernando "Pino" Solanas y Octavio Getino.
Con la vuelta a la democracia, entre 1973 y 1976, se dedicó a registrar la lucha de los trabajadores de la Fotia (Federación Obrera Tucumana de la Industria Azucarera), en una serie de documentales reunidos bajo el título Testimonios de Tucumán.
Después de un atentado contra la casa de sus padres en 1974 se exilió a Panamá, y más tarde a España, debido al peligro que corría en su país durante la última dictadura argentina.
En 1979 creó en Madrid una escuela de cine por la que pasaron 150 alumnos durante los tres años que estuvo abierta. Durante ese período escribió “Un camino hacia el cine”.
En 1984, tras la vuelta a la democracia regresa a la Argentina. El libro Un Camino hacia el Cine es editado por El Cid Editor.
Entre 1985 y 1989 trabaja en El rigor del destino, su tercer largometraje, filmado en Tucumán, con el que obtiene gran éxito de crítica y público en todo el país.
El 12 de junio de 1997 recibe una plaqueta recordatoria como homenaje de la Cámara de Diputados de la Nación en reconocimiento a su trayectoria artística en defensa de las causas populares y al valiente aporte realizado a la Cinematografía Argentina”.
En junio de 1998 Vallejo inicia una serie Testimonial titulada “La Memoria del Pueblo”. El Primer trabajo de una hora de duración junto con  “Homenaje a los Mártires del 16 de junio de 1955”, en el que relata con material de archivo y testimonios el bombardeo a Bombardeo de Plaza de Mayo  efectuado por aviones de la Armada Argentina, con el objetivo de producir un golpe de Estado para derrocar al gobierno constitucional, de la que fueron víctimas cientos de civiles muertos y heridos. Este testimonio fue emitido en el mes de julio por ATC dos veces dada la gran repercusión provocada por la primera emisión.
Realiza el segundo testimonio audiovisual de esta serie “Homenaje al movimiento del 9 de junio de 1956”, que refleja la historia de este alzamiento cívico militar que encabezado por el general Juan José Valle, intentó restituir la democracia avasallada por la dictadura llamada “Revolución Libertadora”, que ocasionó 3 muertos en el bando gubernamental y 2 entre los sublevados. Posteriormente 31 civiles y militares fueron fusilados en José León Suárez y en la Penitenciaría Nacional por la dictadura de Pedro Eugenio Aramburu.
Durante los años 2001 y 2002 dirige un Taller de Cine en el Partido Justicialista de Moreno, con el auspicio de esa Municipalidad de la provincia De Buenos Aires

Falleció en Buenos Aires el 7 de febrero de 2007 a los 65 años, a causa de un cáncer pulmonar. En su honor se bautizó con su nombre al Festival de Cine más importante de la Provincia de Tucumán.

## Filmografía
- El camino hacia la muerte del viejo Reales, 1974.
- Testimonios de Tucumán 1972/74. Serie de 24 cortometrajes para Canal 10.
- Reflexiones de un salvaje, 1978. España.
- El rigor del destino, 1985. Rodada en Tucumán.
- Con el alma, 1995. Rodada en Tucumán.
- El inocente (inconclusa), sobre una novela de Julio Ardiles Gray, 2000.
- Martín Fierro, el ave solitaria, 2006.

## Frases
- "El exilio es así, como un largo viaje en un tren entre el pasado y el futuro; igual que aquellos viajes de mi adolescencia en el Estrella del Norte, que me alejaban de Tucumán, pero siempre al mismo tiempo acercándome más, en un nuevo y distinto regreso."[6]
- “El espacio físico de los Valles Calchaquíes me atrae cinematográficamente como espacio mítico. Para Tucumán son el ancestro por siglos, ligado a la madre Tierra”.[6]
- “Falta la mirada del interior y la mirada del pueblo, su protagonismo. Lo que se ve ahora es el cine de la burguesía y de la clase media, pero que no expresa los sentimientos del pueblo argentino, que es el que sufre las postergaciones desde hace tanto tiempo. En el cine me interesa mostrar la identidad nacional y la memoria popular, como puede verse en todas mis realizaciones”.[6]